# Toru Irie
Toru Irie (født 8. juli 1977) er en tidligere japansk fodboldspiller.
Han har spillet for flere forskellige klubber i sin karriere, herunder Kashiwa Reysol, Vissel Kobe og Gamba Osaka.